# Sophie Gombya
Sophie Gombya là một nhạc sĩ và là nhà hoạt động xã hội người Uganda. 
Cô đã kết hôn với nhạc sĩ đồng nghiệp Sam Gombya

## Đầu đời và giáo dục
Sophie đến trường tiểu học Nakivubo Blue và sau đó đến Kawempe Muslim và cuối cùng là trường trung học cơ sở Kibibi.

## Âm nhạc
Sophie Gomba hát với giọng nữ cao và biểu diễn cùng người chồng Sam Gombya. Cô có những đĩa đơn thành công như "Spare tyre", nói về người phụ nữ mà cô đang cạnh tranh cùng một người đàn ông. Bài hát đó được viết bởi chồng cô và họ có một album làm với nhau.

## Danh sách đĩa hát

### Bài hát
- Nkwesize
- Gyangu gyendi
- Lugya Lumu
- Spare tyre
- Sosotola
- Salawo
- Ngugumuka ekiro
- Ssebo Muko
- Mwenyumirizamu

### Album với Sam Gombya
- Nkwesize Mu Bbuba